# Kalat Sukkar
Kalat Sukkar – miasto w Iraku, w muhafazie Zi Kar. W 2009 roku liczyło 43 551 mieszkańców.